# Moluccella

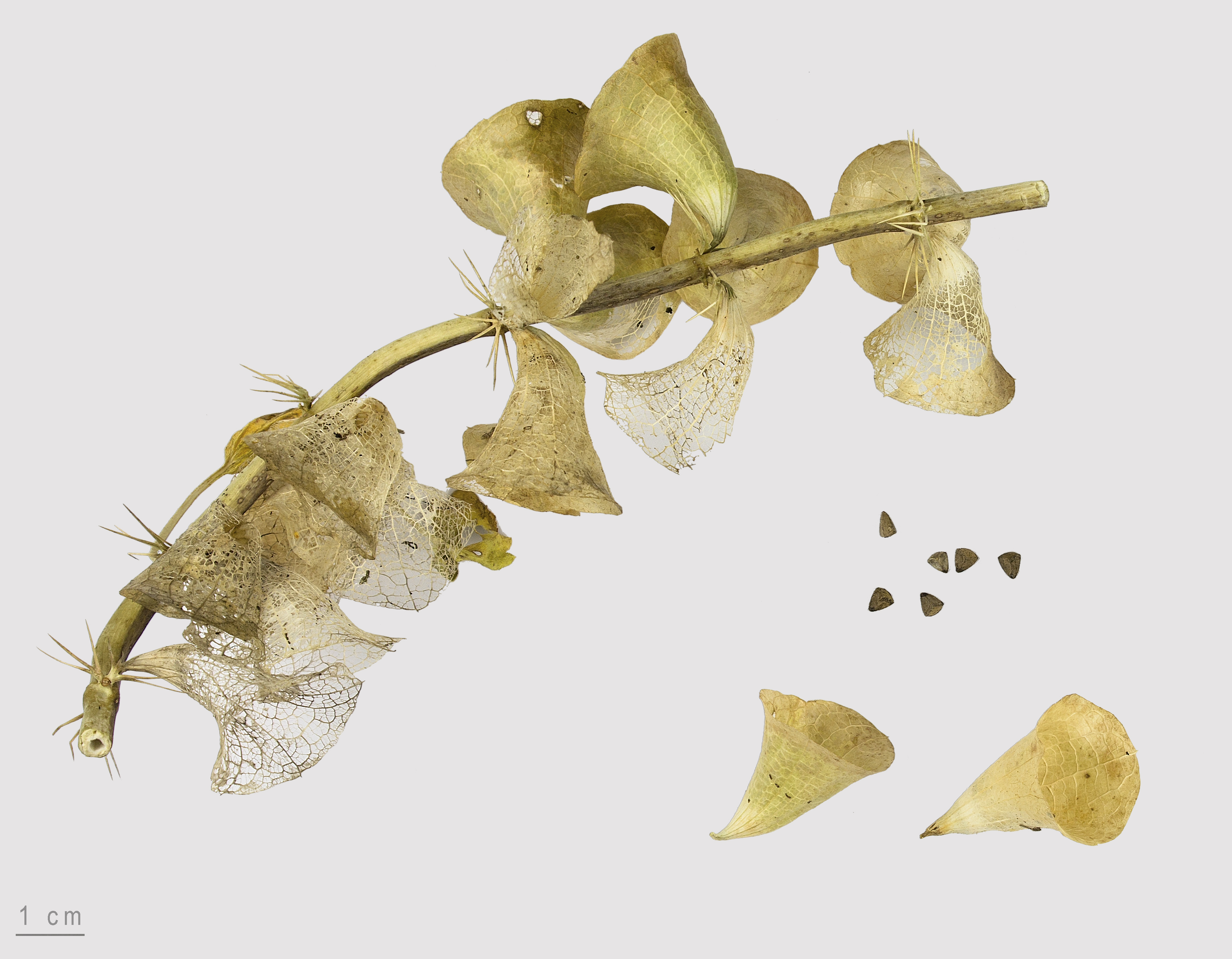
Moluccella laevis - MHNT

Moluccella este un gen de plante din familia  Lamiaceae.

## Specii
Cuprinde circa 3 specii.